# Famille Baguenault
La  famille Baguenault est une famille subsistante de la noblesse française originaire de la région d'Orléans, anoblie par charge de secrétaire du roi près le parlement de Metz le 10 août 1735,. Elle a donné deux branches subsistantes : Baguenault de Puchesse et Baguenault de Viéville.  

## Histoire
La famille Baguenault, l'une des plus anciennes de la bourgeoisie d'Orléans. Elle a donné deux maires et de nombreux échevins à la ville d’Orléans aux XVIIe et XVIIIe siècles.
Les nombreux descendants des fondateurs de Descours & Cabaud, notamment les familles Baguenault de Puchesse et Grandry, détiennent 66% de l'entreprise, ce qui les fait apparaître à la 125e place des familles les plus riches de France, avec une fortune estimée à environ 750 millions d'euros.

## Filiation
- Marin Baguenault (1628-1710), maire  d'Orléans en 1689 et 1690, marié à Marie Baudouin, ancêtre commun des différentes branches.
- Jacques Baguenault (1668-1744), fils du précédent, seigneur de Beauvais, écuyer, marchand bourgeois d'Orléans, est anobli par charge de secrétaire du roi auprès du Grand-Conseil, Il épouse en 1695 Madeleine Polluche.
- Marin Baguenault (1695-1762), neveu du précédent, fut pourvu le 18 août 1735 de la charge anoblissante de conseiller notaire, secrétaire du roi en la chancellerie près le Parlement de Metz. Après sa mort en 1750 sans postérité, il eut pour successeur dans sa charge Gabriel Baguenault, son frère, maire d'Orléans de 1748 à 1750, qui avait épousé en 1721 Marie Colas des Francs, héritière de la terre de Puchesse[3].
- Gabriel Baguenault (1695-1762), frère du précédent, seigneur de Puchesse, échevin (1739-1740), puis maire d’Orléans (1748-1750), anobli par charge de conseiller secrétaire du Roi en 1750, épouse le 21 novembre 1721, à Orléans, Marie Madeleine Colas des Francs (1699 - † 1760), dame de Puchesse (paroisse de Sandillon), qui lui apporte cette terre.
- Gabriel Baguenault (1723-1801), seigneur de Puchesse, fils du précédent, négociant en laines d’Espagne et cuirs, l'un des principaux des règnes de Louis XV et Louis XVI, est échevin d’Orléans de 1783 à 1785. Marié en 1754 à Elisabeth Miron de Pontleroy, fille de Pierre, conseiller secrétaire du roi, laisse deux fils : Charles Joseph Baguenault de Puchesse (1758-1817), banquier à Paris et Pierre Baguenault de Viéville ainsi que deux filles.
- Charles Joseph Baguenault de Puchesse (1758-1817), banquier
- Pierre Baguenault de Viéville (1764-1850), fils de Gabriel Baguenault, agriculteur et agronome, royaliste légitimiste, conseiller municipal d’Orléans (1814-1830), vice-président (1822-24), puis président (1827-30) du collège électoral. Marié en 1791 à Marie Félicité de Laage de Meux. Sa succession est estimée en 1850 à la somme d'un million et demi de francs, y compris Puchesse qui représente un tiers de cette estimation. Il eut entre autres pour fils Charles et Gabriel.
- Gabriel Baguenault de Viéville (1805-1888), fils du précédent, homme de lettres et agriculteur, membre de la société d’agriculture, sciences, belles lettres et art d’Orléans.
- Charles Baguenault de Puchesse (1793-1861), frère du précédent, élevé au collège de Vendôme, homme de lettres, modèle de son ami Monseigneur Dupanloup en matière de vie de famille et d’éducation des enfants, marié en 1813 à Adélaïde de Loynes (1795 - † 1852), fille du baron du Houlley, est père de Fernand qui suit.
- Fernand Baguenault de Puchesse (1814-1889), conseiller municipal d’Orléans de 1848 à 1878, membre fondateur et secrétaire de la société générale de secours mutuel et de retraites d’Orléans, cofondateur du journal local « L’Impartial du Loiret » (1850, organe dévoué à la défense de principes religieux et d’ordre social) qu’il a codirigé jusqu’en 1858, homme de lettres, auteur des ouvrages « Le catholicisme présenté dans l’ensemble de ses preuves » (1859), « L’immortalité, la mort et la vie » (1864), « Étude historique sur Chateaubriand » (1865), « Généalogie de la famille Baguenault de Puchesse et de Viéville » (1866), « Histoire du concile de Trente » (1870), « Un projet de réforme constitutionnelle » (1871), etc., président de l’Académie de Sainte-Croix, (1862-1864) fondée en 1862 par Mgr Dupanloup), marié en 1842 à Joséphine de Bodin de Boisrenard (1823-1896).
- Gustave Baguenault de Puchesse (1843-1922), fils du précédent, avocat à la cour d’appel de Paris et docteur ès lettres (1869), président de la compagnie des forges et fonderies d'Alais, membre du Comité des forges de France, administrateur de sociétés. Catholique social et républicain libéral dès 1870, candidat à la députation face à Mgr Dupanloup, maire de Sandillon de 1900 à sa mort. Rédacteur au Correspondant et au Journal des débats (de 1890 à sa mort), historien, correspondant de l’Institut, membre du comité des travaux historiques et scientifiques (1894-1920), président de la Société de l'histoire de France (1897-98, puis 1919-20), président de la Société archéologique et historique de l’Orléanais, spécialiste du XVIe siècle français (« Les mémoires du vicomte de Turenne », « Les lettres de Catherine de Médicis », « L’histoire de Jean de Morvillier »). Marié en 1874 à Lyon à Marie Thérèse Descours (1853, Lyon - † 1884, Orléans, accident de cheval), fille d'André Descours dont Raoul et André qui suivent.
- Raoul Baguenault de Puchesse (1876-1945), fils du précédent, associé aux affaires de son grand-père André Descours dès 1898. Vice-président (1905), puis président directeur général de la société « Descours et Cabaud» (1939), produits métallurgiques. Il participa à la fondation du musée des Arts décoratifs de Lyon. Marié en 1899 à Lyon à Jeanne de Thomas de Saint Laurent (1872-1952, ou 54), sa cousine.
- André Baguenault de Puchesse (1879-1968), frère du précédent, Saint-Cyrien, élève de l'école de cavalerie de Saumur, officier de cavalerie au 11e hussard, chef d’escadrons, démissionnaire, administrateur de la société « Descours et Cabaud » (1912-1968), chevalier de la Légion d’honneur, croix de guerre 1914-1918. Propriétaire d’une écurie de chevaux de courses. Fondateur du Prix Baguenault de Puchesse.
- Général Jean Baguenault de Viéville
- Raymond Baguenault de Puchesse (1900-1976), fils de Raoul, président directeur général de la société « Descours et Cabaud» (1958-1964)
- Hubert Baguenault de Puchesse (1933-2013), fils du précédent, a occupé de nombreuses fonctions au sein de « Descours et Cabaud», notamment celle de président du holding familial Descours & Cabaud Associés. Passionné du monde hippique, il a été président du GIE chargé des 17 sociétés de courses hippiques de la région Centre-Est.

## Personnalités
- Charles Joseph Baguenault de Puchesse
- Gustave Baguenault de Puchesse
- Jean Baguenault de Viéville

## Armes

### Armes modernes
La famille Baguenault porte : D'argent à un chevron de gueules accompagné en chef de deux étoiles d'azur et en pointe d'une foy au naturel, partie de gueules surmontée d'un lys au naturel; au chef cousu d'or chargé de trois merlettes de sable'.

Blason moderne de la famille Baguenault de Puchesse

### Armes anciennes
Avant son anoblissement, la famille Baguenault portait : D'azur à une bague d'or dans le chaton de laquelle est enchâssé un rubis de gueules, accompagné de trois têtes de guenon coupées d'argent.

Blason ancien

## Pour approfondir